# Terreur dans la montagne
A Cold Night's Death (« La mort par une nuit froide » - Terreur dans la montagne en français) de 1973 est un téléfilm produit aux États-Unis. Le film a été diffusé le 30 janvier 1973, sur le réseau ABC.
En France, le téléfilm a été rediffusé dans Les Accords du Diable le 4 juillet 1988 sur La Cinq

## Fiche technique
- Titre original : A Cold Night's Death
- Réalisé par : Jerrold Freedman
- Produit par : Paul Junger Witt et Leonard Goldberg
- Écrit par : Christopher Knopf
- Musique de : Gil Melle
- Date de sortie : 30 janvier 1973
- Durée: 74 minutes
- Pays : États-Unis
- Langue : anglais
- Genre : Horreur
- Interdit aux moins de 12 ans

## Distribution
- Robert Culp : Robert Jones
- Eli Wallach (VF : Philippe Dumat) : Frank Enari
- Michael C. Gwynne : Val Adams

## Synopsis
Robert Jones et Frank Enari sont deux chercheurs de la station Tower Mountain qui essaient de démêler la mort mystérieuse d'un collègue.
Robert soupçonne qu'il y a quelqu'un d'autre à part les primates qui habite leur station polaire.